# نورمان ديفيس
نورمان ديفيس (بالإنجليزية: Norman Davis)‏ هو دبلوماسي أمريكي، ولد في 9 أغسطس 1878 في مقاطعة بيدفورد في الولايات المتحدة، وتوفي في 2 يوليو 1944.